# Eberhard van der Laan
Eberhard Edzard van der Laan (Leida, 28 de junho de 1955 - Amesterdão, 5 de outubro de 2017 ) foi um político holandês filiado ao Partido do Trabalho. Ele foi o prefeito de Amsterdã desde 7 de julho de 2010. Antes de cumprir mandato como prefeito, foi Ministro da Integração e Habitação, sucedendo Ella Vogelaar. Demitiu-se do gabinete junto com os membros do Partido do Trabalho em 23 de fevereiro de 2010.